# Premi e riconoscimenti di Leonardo DiCaprio
Questa è la lista che riassume tutti i premi di Leonardo DiCaprio, da lui fino ad ora ricevuti. 
Sette sono le sue candidature all'Oscar, una come produttore, ed una la vittoria come miglior attore protagonista per Revenant - Redivivo, nel 2016. L'attore ha inoltre guadagnato ben quindici candidature ai Golden Globe con tre vittorie, sei ai BAFTA con una vittoria, venti agli MTV Movie Awards con quattro vittorie e tredici agli Screen Actors Guild Award con una vittoria.

## Premi cinematografici
- Premio Oscar
  - 1994 – Candidatura al migliore attore non protagonista per Buon compleanno Mr. Grape[1]
  - 2005 – Candidatura al miglior attore protagonista per The Aviator
  - 2007 – Candidatura al miglior attore protagonista per Blood Diamond - Diamanti di sangue
  - 2014 – Candidatura al miglior film per The Wolf of Wall Street
  - 2014 – Candidatura al miglior attore protagonista per The Wolf of Wall Street
  - 2016 – Miglior attore per Revenant - Redivivo[2]
  - 2020 – Candidatura al miglior attore protagonista per C'era una volta a... Hollywood[3]

- Golden Globe
  - 1994 – Candidatura al miglior attore non protagonista per Buon compleanno Mr. Grape
  - 1998 – Candidatura al miglior attore in un film drammatico per  Titanic
  - 2003 – Candidatura al miglior attore in un film drammatico per Prova a prendermi
  - 2005 – Miglior attore in un film drammatico per The Aviator
  - 2007 – Candidatura al miglior attore in un film drammatico per The Departed - Il bene e il male
  - 2007 – Candidatura al miglior attore in un film drammatico per Blood Diamond - Diamanti di sangue
  - 2009 – Candidatura al miglior attore in un film drammatico per Revolutionary Road
  - 2012 – Candidatura al miglior attore in un film drammatico per J. Edgar
  - 2013 – Candidatura al miglior attore non protagonista per Django Unchained
  - 2014 – Miglior attore in un film commedia o musicale per The Wolf of Wall Street
  - 2014 – Candidatura per il miglior film commedia o musicale per The Wolf of Wall Street
  - 2016 – Miglior attore in un film drammatico per Revenant - Redivivo[4]
  - 2020 – Candidatura al miglior attore in un film commedia o musicale per  C'era una volta a... Hollywood[5]
  - 2022 – Candidatura al miglior attore in un film commedia o musicale per  Don't Look Up[6]
  - 2024 - Candidatura al miglior attore in un film drammatico per Killers of the Flower Moon

- British Academy Film Awards
  - 2005 – Candidatura al miglior attore protagonista per The Aviator
  - 2007 – Candidatura al miglior attore protagonista per The Departed - Il bene e il male
  - 2014 – Candidatura al miglior attore protagonista per The Wolf of Wall Street
  - 2016 – Miglior attore protagonista per Revenant - Redivivo[7]
  - 2020 – Candidatura al miglior attore protagonista per C'era una volta a... Hollywood[8]
  - 2022 – Candidatura al miglior attore protagonista per Don't Look Up

- Critics' Choice Movie Awards
  - 2005 – Candidatura al miglior attore protagonista per The Aviator
  - 2007 – Candidatura al miglior attore protagonista per Blood Diamond - Diamanti di sangue
  - 2007 – Candidatura al miglior attore protagonista per The Departed - Il bene e il male
  - 2007 – Candidatura al miglior cast per The Departed - Il bene e il male
  - 2012 – Candidatura al miglior attore protagonista per J. Edgar
  - 2014 – Miglior attore in una commedia per The Wolf of Wall Street
  - 2016 – Miglior attore protagonista per Revenant - Redivivo
  - 2020 – Candidatura al miglior attore protagonista per C'era una volta a... Hollywood[9]
  - 2022 – Candidatura al miglior cast corale per Don't Look Up
  - 2024 - Candidatura al miglior attore protagonista per Killers of the Flower Moon

- MTV Movie Awards
  - 1997 – Candidatura alla miglior performance maschile per Romeo + Giulietta di William Shakespeare
  - 1997 – Candidatura al miglior bacio per Romeo + Giulietta di William Shakespeare
  - 1997 – Candidatura alla miglior coppia per Romeo + Giulietta di William Shakespeare
  - 1998 – Miglior performance maschile per Titanic
  - 1998 – Candidatura al miglior bacio per Titanic
  - 1998 – Candidatura alla miglior coppia per Titanic
  - 2003 – Candidatura alla miglior performance maschile per Prova a prendermi
  - 2003 – Candidatura al miglior bacio per Gangs of New York
  - 2005 – Miglior performance maschile per The Aviator
  - 2011 – Candidatura al miglior momento "Ma che ca...!" per Inception
  - 2013 – Candidatura alla miglior coppia per Django Unchained
  - 2013 – Candidatura al miglior cattivo per Django Unchained
  - 2014 – Candidatura alla miglior performance maschile per The Wolf of Wall Street
  - 2014 – Miglior momento "Ma che ca...!" per The Wolf of Wall Street
  - 2014 – Candidatura al miglior momento musicale per The Wolf of Wall Street
  - 2014 – Candidatura alla miglior coppia per The Wolf of Wall Street
  - 2014 – Candidatura alla miglior performance senza maglietta per The Wolf of Wall Street
  - 2016 – Candidatura al miglior combattimento per Revenant - Redivivo
  - 2016 – Miglior performance maschile per Revenant - Redivivo

- San Diego Film Critics Society Awards
  - 2012 – Candidatura al miglior cast per Django Unchained
  - 2015 – Miglior attore per Revenant - Redivivo
  - 2022 – Candidatura al miglior attore in una commedia per Don't Look Up

- Satellite Award
  - 1998 – Candidatura al miglior attore in un film drammatico per Titanic
  - 2006 – Candidatura al miglior attore in un film drammatico per Blood Diamond - Diamanti di sangue
  - 2006 – Miglior attore non protagonista per The Departed - Il bene e il male
  - 2006 – Miglior cast cinematografico per The Departed - Il bene e il male
  - 2008 – Candidatura al miglior attore in un film drammatico per Revolutionary Road
  - 2010 – Candidatura al miglior attore in un film drammatico per Inception
  - 2011 – Candidatura al miglior attore per J. Edgar
  - 2013 – Candidatura al miglior attore per The Wolf of Wall Street
  - 2015 – Miglior attore per Revenant - Redivivo
  - 2019 – Candidatura al miglior attore in un film commedia o musicale per C'era una volta a... Hollywood
  - 2024 - Candidatura al miglior attore in un film drammatico per Killers of the Flower Moon

- Saturn Award
  - 2011 – Candidatura al miglior attore per Inception
  - 2011 – Candidatura al miglior attore per Shutter Island
  - 2016 – Candidatura al miglior attore per Revenant - Redivivo

- Screen Actors Guild Award
  - 1997 – Candidatura al miglior cast per La stanza di Marvin
  - 1998 – Candidatura al miglior attore protagonista per Titanic
  - 2005 – Candidatura al miglior attore protagonista per The Aviator
  - 2005 – Candidatura al miglior cast per The Aviator
  - 2007 – Candidatura al migliore attore non protagonista per The Departed - Il bene e il male
  - 2007 – Candidatura al miglior cast per The Departed - Il bene e il male
  - 2007 – Candidatura al miglior attore protagonista per Blood Diamond - Diamanti di sangue
  - 2012 – Candidatura al miglior attore protagonista per J. Edgar
  - 2016 – Miglior attore protagonista per Revenant - Redivivo
  - 2020 – Candidatura al miglior attore cinematografico per C'era una volta a... Hollywood[10]
  - 2020 – Candidatura al miglior cast cinematografico per C'era una volta a... Hollywood
  - 2022 – Candidatura al miglior cast cinematografico per Don't Look Up
  - 2024 - Candidatura al miglior cast cinematografico per Killers of the Flower Moon

- Young Artist Award
  - 1991 – Candidatura al miglior attore in una serie televisiva per Parenthood
  - 1991 – Candidatura al miglior attore in una serie televisiva per Santa Barbara
  - 1992 – Candidatura al miglior attore in una serie televisiva per Growing Pains

- Festival di Berlino
  - 1997 – Orso d'argento per il miglior attore per Romeo+Giulietta di William Shakespeare
- Blockbuster Entertainment Awards
- 1998 - Miglior attore in un film drammatico
- Razzie Awards
  - 1998 - Peggior coppia (nella parte dei gemelli)